# Ony Paule Ratsimbazafy
Pour les articles homonymes, voir Ratsimbazafy.
Ony Paule Ratsimbazafy, née le 3 janvier 1976, est une athlète malgache.

## Carrière
Ony Paule Ratsimbazafy est médaillée d'argent du relais 4 x 100 mètres et médaillée de bronze du 400 mètres aux Championnats d'Afrique de 1998 et termine septième du relais 4 × 400 mètres à la Coupe du monde des nations d'athlétisme 1998.
Elle obtient la médaille d'or du 200 mètres et du 400 mètres aux Jeux des îles de l'océan Indien 1998 et du 200 mètres aux Jeux des îles de l'océan Indien 2003.
Elle est éliminée en séries du relais 4 × 100 mètres féminin aux championnats du monde d'athlétisme 1999 et aux Jeux olympiques d'été de 2000 puis médaillée de bronze du relais 4 x 100 mètres des Jeux de la Francophonie 2001.
Elle est championne de Madagascar du 200 mètres en 1994, 1995, 2001 et 2003 et du 400 mètres en 1994, 1995, 1997, 1998, 1999 et 2003.